# Misión Hope Mars
La misión Hope Mars (en árabe: مسبار الأمل‎, Al Amal), también llamada Hope Mars Mission o Emirates Mars Mission, es una misión de exploración espacial planificada hacia la órbita de Marte. Se lanzó el 19 de julio de 2020 a las 21:58 UTC.
Fue construida por el Centro Espacial Mohammed bin Rashid, una organización espacial emiratí, así como por la Universidad de Colorado Boulder, la Universidad Estatal de Arizona y la Universidad de California, Berkeley. La sonda estudiará los ciclos climáticos diarios y estacionales, los eventos climáticos en la atmósfera inferior, como las tormentas de polvo, y cómo varía el clima en las diferentes regiones de Marte. Intentará responder las preguntas científicas de por qué la atmósfera marciana está perdiendo hidrógeno y oxígeno en el espacio y la razón detrás de los drásticos cambios climáticos marcianos.
La misión está siendo llevada a cabo por un equipo de ingenieros emiratíes en colaboración con instituciones de investigación extranjeras, y es una contribución a una economía basada en el conocimiento en los EAU. La sonda ha sido nombrado Hope (Esperanza, en español) o Al-Amal (en árabe: الأمل‎). Tal como estaba previsto, llegó a Marte el día 9 de febrero de 2021, conincidente con el año del 50 aniversario de la formación de los Emiratos Árabes Unidos.

## Visión general

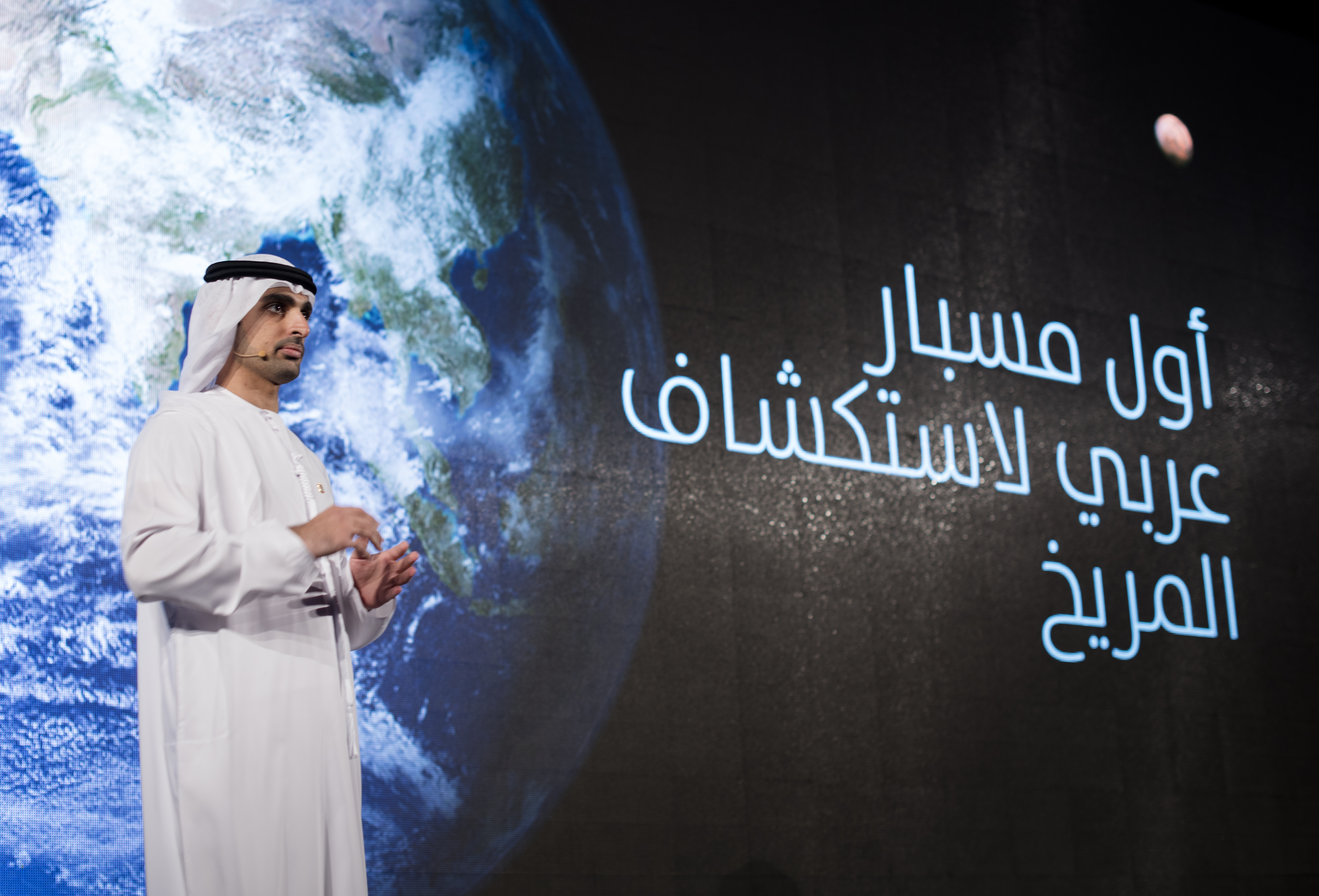
Omran Sharaf, gerente del proyecto, durante el anuncio de la misión científica Hope Mars.

La misión fue anunciada por el jeque Khalifa bin Zayed Al Nahyan, presidente de los Emiratos Árabes Unidos, en julio de 2014 y tiene como objetivo enriquecer las capacidades de los ingenieros emiratíes y aumentar el conocimiento humano sobre la atmósfera de Marte.
El orbitador de la nave espacial planea estudiar la atmósfera y el clima marciano, construido por el Centro Espacial Mohammed bin Rashid, la Universidad de Colorado, la Universidad Estatal de Arizona y la Universidad de California, Berkeley. Se espera que la sonda Hope se lance desde Japón el 14 de julio de 2020 y tarde entre siete y nueve meses en llegar a Marte. Si tiene éxito, se convertiría en la primera misión a Marte de cualquier país de la mayoría de Asia occidental, árabe o musulmán. 
Para cumplir los objetivos de la Misión Emirates Mars, se firmó un acuerdo entre la Agencia Espacial de los Emiratos Árabes Unidos y el Centro Espacial Mohammed bin Rashid (MBRSC), bajo una directiva dada por el jeque Mohammed bin Rashid Al Maktoum, vicepresidente y primer ministro de Emiratos Árabes Unidos y gobernante de Dubái. Según el acuerdo, la Emirates Mars Mission será financiada por la Agencia Espacial de los EAU y también supervisará el proceso completo de ejecución de la sonda Hope. El acuerdo describe el marco financiero y legal junto con la asignación de un cronograma para todo el proyecto. Según el acuerdo, MBRSC recibió el encargo de diseñar y fabricar la sonda Hope.
Al diseñar y construir el orbitador, la subdirectora de proyectos de la misión y líder científica, Sarah Al Amiri, colaboró con la Universidad de Colorado Boulder, la Universidad de California, Berkeley y la Universidad Estatal de Arizona. El gerente del proyecto es Omran Sharaf.  
El nombre Hope (en árabe: al-Amal, en español Esperanza) fue elegido porque "envía un mensaje de optimismo a millones de jóvenes árabes", según el jeque Mohammed bin Rashid Al Maktoum, el gobernante del emirato de Dubái que da nombre al centro espacial principal, el Centro Espacial Mohammed bin Rashid (MBRSC), de los Emiratos Árabes Unidos. Los datos de la misión resultante se compartirán libremente con más de 200 instituciones en todo el mundo.
La sonda Hope será compacta y de forma y estructura cúbicas, con una masa de aproximadamente 1500 kg, incluido el combustible. La sonda tendrá 2,37 m de ancho y 2,90 m de altura, siendo el tamaño total aproximadamente equivalente a un automóvil pequeño. Hope utilizará dos paneles solares de 900 vatios para cargar sus baterías y se comunicará con la Tierra utilizando una antena de alta ganancia con un plato de 1,5 m de ancho. La nave espacial también estará equipada con sensores de seguimiento de estrellas que ayudarán a determinar su posición en el espacio mediante la identificación de las constelaciones en relación con el Sol. Seis propulsores de 120 Newton controlarán la velocidad de la sonda y ocho propulsores del sistema de control de reacción de 5 Newton (RCS) serán responsables de la delicada maniobra.
El tiempo de viaje esperado de la sonda Hope es de aproximadamente 200 días en su viaje de 60 millones de kilómetros. Al llegar a Marte, estudiará la atmósfera de Marte durante dos años. Está previsto que sus instrumentos ayuden a construir "modelos holísticos" de la atmósfera marciana. Se espera que los datos proporcionen datos adicionales sobre el escape de la atmósfera al espacio exterior. La sonda Hope llevará tres instrumentos científicos para estudiar la atmósfera marciana, que incluyen una cámara digital para imágenes en color de alta resolución, un espectrómetro infrarrojo que examinará el perfil de temperatura, hielo, vapores de agua en la atmósfera y un espectrómetro ultravioleta que estudiará la atmósfera superior y los rastros de oxígeno e hidrógeno más allá en el espacio.
La misión se considera una inversión en la economía y el capital humano de los EAU. El jeque Mohammed bin Rashid Al Maktoum mencionó tres mensajes cuando anunció la misión: "El primer mensaje es para el mundo: que la civilización árabe alguna vez jugó un gran papel en la contribución al conocimiento humano, y volverá a desempeñar ese papel; el segundo mensaje es para nuestros hermanos árabes: que nada es imposible, y que podemos competir con la mayor de las naciones en la carrera por el conocimiento y el tercer mensaje es para aquellos que se esfuerzan por alcanzar los picos más altos: no establezcan límites a sus ambiciones, y pueden llegar incluso al espacio". La misión está programada para llegar a Marte antes del 50 aniversario de la independencia de los Emiratos Árabes Unidos el 2 de diciembre de 1971. 
Un prototipo de la nave espacial Hope se exhibió en el Dubai Airshow en noviembre de 2017. El prototipo es un modelo construido para dar una idea general de cómo se verá la nave espacial. El director del proyecto Omran Sharaf dijo que la misión está en camino de lanzarse en julio de 2020.
La Agencia Espacial de los Emiratos Árabes Unidos y la ISRO crearon un grupo de trabajo conjunto sobre esta misión en 2019.
El Congreso Astronáutico Internacional 2020 se celebrará en octubre de 2020 en  Dubái, días después del lanzamiento previsto de la Misión Hope Mars.

## Objetivos científicos
Los objetivos científicos para la Misión Hope Mars, según lo acordado por la comunidad científica global de Mars, tienen como objetivo proporcionar una imagen completa de la atmósfera marciana. La sonda estudiará el clima diariamente y a través de ciclos estacionales, los eventos climáticos en la atmósfera inferior, como las tormentas de polvo, así como el clima en diferentes áreas geográficas de Marte. Según el equipo de Hope Mars Mission, la sonda será el "primer satélite meteorológico verdadero" en Marte.
La sonda Hope también estudiará las capas atmosféricas de Marte en detalle y proporcionará datos para estudiar: la razón de un cambio climático drástico en la atmósfera marciana desde el momento en que podría sostener agua líquida hasta hoy, cuando la atmósfera es tan delgada que el agua solo puede existir como hielo o vapor, para ayudar a comprender cómo y por qué Marte está perdiendo su hidrógeno y oxígeno en el espacio, y la conexión entre los niveles superior e inferior de la atmósfera marciana. Los datos de la sonda Hope también ayudarán a modelar la atmósfera de la Tierra y estudiar su evolución a lo largo de millones de años. Todos los datos obtenidos de la misión se pondrán a disposición de 200 universidades e institutos de investigación de todo el mundo con el fin de compartir conocimientos.

## Nave espacial
La sonda robótica que se enviará a Marte bajo la Misión Marte Unidos ha sido nombrado 'Esperanza' o Al-Amal (en árabe: مسبار الأمل‎), ya que está destinado a enviar un mensaje de optimismo a millones de árabes en todo el mundo y los alienta hacia la innovación. En abril de 2015, el jeque Mohammed bin Rashid invitó al mundo árabe a nombrar la investigación. El nombre fue seleccionado después de recibir miles de sugerencias, ya que describe el objetivo central de la misión. El nombre de la sonda se anunció en mayo de 2015 y desde entonces, la misión a veces se conoce como la "Misión de Marte de la Esperanza".  En abril de 2019, MBRSC anunció que la sonda estaría completa en un 85%. La nave espacial fue construida en el Laboratorio de Física Atmosférica y Espacial, en la Universidad de Colorado en Boulder y será lanzada desde Japón.
La primera sonda de Marte del mundo árabe llegó a su sitio de lanzamiento en Japón después de que los funcionarios navegaron protocolos de cuarentena relacionados con el coronavirus y restricciones de viaje para garantizar que la nave espacial pueda lanzarse a tiempo el 14 de julio de 2020. Pero el coronavirus obligó a los funcionarios a cambiar el horario, y los gerentes de la misión decidieron enviar la sonda a Japón antes. La decisión de enviar la nave espacial al sitio de lanzamiento obligó a los ingenieros de Dubái a reducir algunas de las pruebas planificadas en la sonda, pero todas las comprobaciones críticas se completaron antes de que el orbitador se fuera a Japón. Los funcionarios enviaron a 11 ingenieros y técnicos a principios de abril a Japón, donde pasaron dos semanas en cuarentena para asegurarse de que no tenían síntomas de la enfermedad viral COVID-19. El 20 de abril de 2020, la nave espacial Hope salió del Centro Espacial Mohammed bin Rashid en Dubái para comenzar el viaje de cuatro días a Tanegashima. Empaquetada dentro de un contenedor de transporte climatizado, la nave espacial montó un avión de carga Antonov An-124 operado por Rusia y construido en Ucrania desde Dubái a Nagoya, Japón. La fase final del viaje ocurrió en un barco, que llevó la sonda desde Nagoya a la isla de Tanegashima el 24 de abril de 2020. Seis miembros del equipo Emirates Mars Mission acompañaron a la nave espacial a Japón. Una vez allí, comenzaron su propio período de cuarentena de dos semanas según lo ordenado por el gobierno japonés. Cuando completen el período de cuarentena, el personal se unirá a los 11 ingenieros y técnicos para completar las pruebas finales en la nave espacial dentro de una sala limpia de instalaciones de procesamiento de carga útil en Tanegashima.

### Especificaciones
La sonda Hope tendrá forma hexagonal, construida de aluminio en estructura de panal con una lámina frontal compuesta. Con una masa aproximada de 1350 kg, incluido el propulsor, el tamaño y las dimensiones generales de la sonda serán comparables a los de un automóvil pequeño.
- Dimensiones: 2.37 m de ancho y 2.90 m de largo
- Masa: aproximadamente 1350 kg
- Potencia: 1800 W de dos paneles solares[29]

Para fines de comunicación, la sonda utiliza una antena de alta ganancia de 1,5 m de diámetro. Esta antena producirá una onda de radio estrecha que debe apuntar hacia la Tierra. También habrá antenas de baja ganancia en la estructura de la sonda que serán menos direccionales en comparación con la antena de alta ganancia. La sonda también tendrá rastreadores de estrellas para ayudarlo a determinar su posición en el espacio mediante el estudio de las constelaciones en relación con el Sol.
Estará equipado con seis propulsores de 120 Newton y ocho propulsores del sistema de control de reacción (RCS) de 5 Newton. La función de los seis propulsores delta-v es la gestión de la velocidad, mientras que los propulsores RCS se utilizarán para maniobras delicadas. Las ruedas de reacción dentro de la sonda le permitirán reorientarse mientras viaja a través del espacio, ayudándole a apuntar su antena hacia la Tierra o cualquier instrumento científico hacia Marte.

### Instrumentos científicos
Para lograr los objetivos científicos de la misión, la sonda Hope estará equipada con tres instrumentos científicos:
- Emirates eXploration Imager (EXI) es una cámara multibanda capaz de tomar imágenes de alta resolución con una resolución espacial de más de 8 km. Utiliza un mecanismo de rueda selectora que consta de 6 filtros de paso de banda discretos para muestrear la región espectral óptica: 3 bandas UV y 3 bandas visibles (RGB). EXI mide las propiedades del agua, el hielo, el polvo, los aerosoles y la abundancia de ozono en la atmósfera de Marte. El instrumento se está desarrollando en el Laboratorio de Física Atmosférica y Espacial (LASP) en la Universidad de Colorado Boulder, en colaboración con el Centro Espacial Mohammed bin Rashid (MBRSC) en Dubái, EAU.[30]

- El espectrómetro infrarrojo Emirates Mars (EMIRS) es un espectrómetro infrarrojo térmico interferométrico desarrollado por la Universidad Estatal de Arizona (ASU) y el Centro Espacial Mohammed bin Rashid (MBRSC). Examina los perfiles de temperatura, hielo, vapor de agua y polvo en la atmósfera. EMIRS proporcionará una vista de la atmósfera baja y media. El desarrollo es liderado por la Universidad Estatal de Arizona[29][31] con el apoyo de MBRSC.

- El espectrómetro ultravioleta Emirates Mars (EMUS) es un espectrógrafo de imágenes ultravioleta lejano que mide las emisiones en el rango espectral de 100-170 nm para medir las características globales y la variabilidad de la termosfera y las coronas de hidrógeno y oxígeno. El diseño y desarrollo está dirigido por el Laboratorio de Física Atmosférica y Espacial de la Universidad de Colorado Boulder.[32]

## Lanzamiento
El cohete se lanzó durante una breve ventana de lanzamiento que comenzó el 14 de julio de 2020. Si se hubiese perdido la oportunidad de lanzamiento, la misión hubiese tenido que esperar dos años para la próxima ventana. La nave espacial se lanzó desde Japón utilizando un lanzador H-IIA de Mitsubishi Heavy Industries. Tal cual estaba previsto, entró en órbita marciana el 9 de febrero de 2021.

## Equipo
El equipo de la misión está dividido en siete grupos, incluyendo naves espaciales, logística, operaciones de la misión, gestión de proyectos, educación y divulgación científica, estación terrestre y vehículo de lanzamiento. El equipo está encabezado por Omran Sharaf, quien actúa como Gerente de Proyecto y es responsable de administrar y apoyar las tareas continuas relacionadas con la Misión Emirates Mars.
Sarah Amiri es la Subgerente de Proyectos y el Investigador Científico Principal, quien lidera el equipo en el desarrollo de los objetivos de la misión y en la alineación de los programas relacionados con la instrumentación de la sonda Hope. Se ha mencionado que la misión tiene el potencial de hacer una contribución duradera a la economía y a las personas de los Emiratos Árabes Unidos.
El equipo de la misión incluye 150 ingenieros emiratíes y 200 ingenieros y científicos en institutos asociados en los Estados Unidos, con Omran Sharaf como Gerente de Proyecto; Sarah Amiri, Subgerente de Proyecto; Ibrahim Hamza Al Qasim, Subgerente de Proyecto, Planificación Estratégica; y Zakareyya Al Shamsi, Subgerente de Proyectos para las Operaciones.